# 11974 Yasuhidefujita
11974 Yasuhidefujita eller 1994 YF är en asteroid i huvudbältet som upptäcktes den 24 december 1994 av den japanska astronomen Takao Kobayashi vid Ōizumi-observatoriet. Den är uppkallad efter den japanske amatörastronomen Yasuhide Fujita.
Asteroiden har en diameter på ungefär 10 kilometer och den tillhör asteroidgruppen Themis.